# Mojib-Ribbon
Mojib-Ribbon est un jeu vidéo de rythme développé par NanaOn-Sha et édité par SCEI, sorti en 2003 sur PlayStation 2,uniquement au Japon.
Il s'agit d'un jeu dérivé de Vib-Ribbon.

## Système de jeu
Dans le jeu, le joueur peut contrôler 3 personnages différents nommés Mojibri, Mojiko, et Osorezan. L'utilisation de fichiers textes dans le jeu est l'une de ses fonctionnalités principales (de la même manière que l’on peut utiliser des chansons dans Vib-Ribbon et des images dans Vib-Ripple).  

## Accueil
Mojib-Ribbon est cité dans l'ouvrage Les 1001 jeux vidéo auxquels il faut avoir joué dans sa vie.